# Parc de Belleville

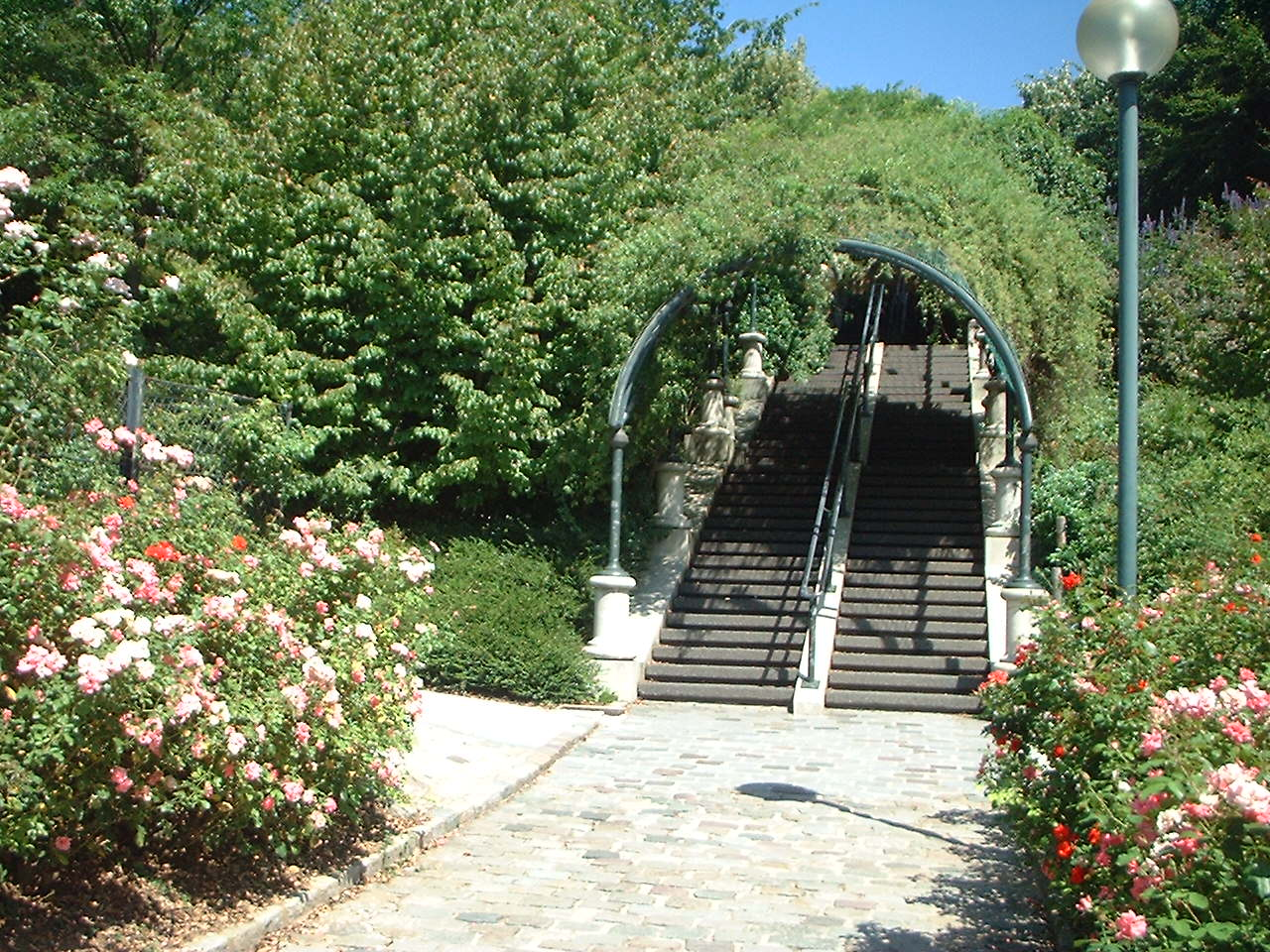
El parc de Belleville

El parc de Belleville és un dels parcs i jardins del 20è districte de París, situat a mig camí entre el parc des Buttes-Chaumont i el cementiri del Père-Lachaise.

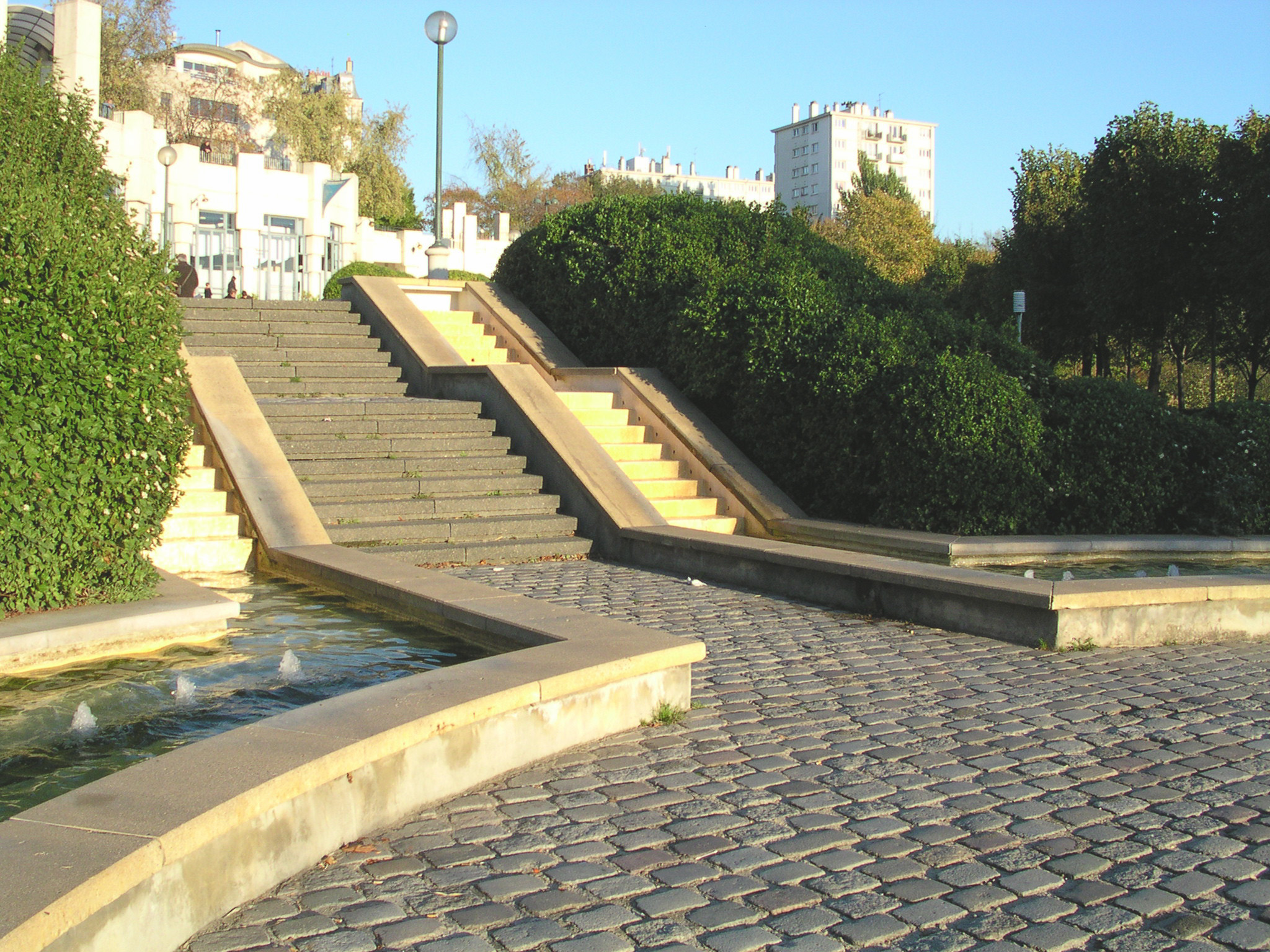
La font

El parc de Belleville està instal·lat sobre el turó de Belleville que fa 108 metres. Una terrassa al cim del parc permet una vista panoràmica sobre la ciutat de París. El parc ha estat concebut per l'arquitecte François Debulois i la cooperativa de paisatge API dirigida pel paisatgista Michel Viollet. Va ser inaugurat el 1988.
Guarnit amb 1.200 arbres i arbusts, de plantes vivaces, enfiladisses i entapissants i de rosers, el parc és una realització recent de la ciutat de París. S'hi troben igualment algunes vinyes en memòria dels conreus i de les festes que s'hi desenvolupaven abans.
El parc ofereix igualment una font en cascades de 100 metres de longitud que baixa el turó i 1.000m² de gespes accessibles al públic. S'hi troba també una àrea de joc per als nens que comprenen un poble de fusta, taules de ping-pong i un teatre a l'aire lliure. Després d'un llarg tancament a conseqüència d'una inestabilitat dels sòls i de la disconformitat dels jocs, aquesta àrea ha de reobrir amb una nova disposició a començaments de 2008.
En darrer lloc, el parc de Belleville alberga la maison de l'air, un espai educatiu destinat a sensibilitzar els visitants de la importància de l'aire i els problemes de contaminació que té.

## Històric
Domini Reial sota els Merovingis, el turó ha estat molt de temps una terra agrícola on es conreava sobretot la vinya per produir la piquette, un vi jove i lleugerament amb gas. S'hi ha festejat Dimarts de Carnaval fins a 1838 donant l'ocasió, sota el cobert dels costums a increïbles festes i desbordaments de tota mena.
El turó de Belleville ha estat l'escenari d'una batalla sagnant el 30 de març de 1814 quan 120000 homes dels exèrcits russos van arrasar els pobles de Montreuil, La Villette i la Chapelle a foc i a sang.
L'obertura d'una pedrera de guix al segle xix va atraure una població d'obrers estacionals, tornant a l'estiu a treballar els seus camps. Amb el tancament de la pedrera, el barri s'ha fet insalubre i ha estat recondicionat amb construccions modernes al segle xx.